# José Fernández Santini
José Fernández Santini, mais conhecido como José Fernández (14 de fevereiro de 1939), é um ex-futebolista peruano. Ele competiu na Copa do Mundo de 1970, sediada no México, na qual a seleção de seu país terminou na sétima colocação dentre os 16 participantes.